# Carlos Merancio
Carlos Uriel Merancio-Valdez (Hermosillo, México; 14 de septiembre de 1998) es un futbolista mexicano. Juega de portero y su equipo actual es el Spokane Velocity FC de la USL League One estadounidense.

## Trayectoria
Merancio pasó por las inferiores del Monterrey y el Morelia, en este último club jugó en el Monarcas Morelia Premier entre 2017 y 2018.
Desde 2019 continuó su carrera en Estados Unidos, vistiendo la camiseta del FC Tucson de la USL League One.
En enero de 2021, Merancio fichó con el Hartford Athletic de la USL Championship.
De cara a la temporada 2023, el portero se incorporó al Rio Grande Valley FC.

## Estadísticas
Actualizado al último partido disputado el 11 de junio de 2023.
| Club                             | Div.          | Temporada     | Liga  | Liga  | Copas nacionales | Copas nacionales | Copas internacionales | Copas internacionales | Total | Total |
| Club                             | Div.          | Temporada     | Part. | Goles | Part.            | Goles            | Part.                 | Goles                 | Part. | Goles |
| -------------------------------- | ------------- | ------------- | ----- | ----- | ---------------- | ---------------- | --------------------- | --------------------- | ----- | ----- |
| FC Tucson Estados Unidos         | 3.ª           | 2019          | 13    | 0     | 0                | 0                | —                     | —                     | 13    | 0     |
| FC Tucson Estados Unidos         | 3.ª           | 2020          | 9     | 0     | 0                | 0                | —                     | —                     | 9     | 0     |
| FC Tucson Estados Unidos         | 3.ª           | 2022          | 29    | 0     | 2                | 0                | —                     | —                     | 31    | 0     |
| FC Tucson Estados Unidos         | Total club    | Total club    | 51    | 0     | 2                | 0                | 0                     | 0                     | 53    | 0     |
| Hartford Athletic Estados Unidos | 2.ª           | 2021          | 1     | 0     | —                | —                | —                     | —                     | 1     | 0     |
| Hartford Athletic Estados Unidos | 2.ª           | 2022          | 0     | 0     | —                | —                | —                     | —                     | 0     | 0     |
| Hartford Athletic Estados Unidos | Total club    | Total club    | 1     | 0     | 0                | 0                | 0                     | 0                     | 1     | 0     |
| Rio Grande Valley Estados Unidos | 2.ª           | 2023          | 3     | 0     | 1                | 0                | —                     | —                     | 4     | 0     |
| Rio Grande Valley Estados Unidos | Total club    | Total club    | 3     | 0     | 1                | 0                | 0                     | 0                     | 4     | 0     |
| Total carrera                    | Total carrera | Total carrera | 55    | 0     | 3                | 0                | 0                     | 0                     | 58    | 0     |